# Tana (Norvegia)
Tana, in lingua sami Deatnu, è un comune norvegese della contea di Finnmark.